# Roosevelt Road

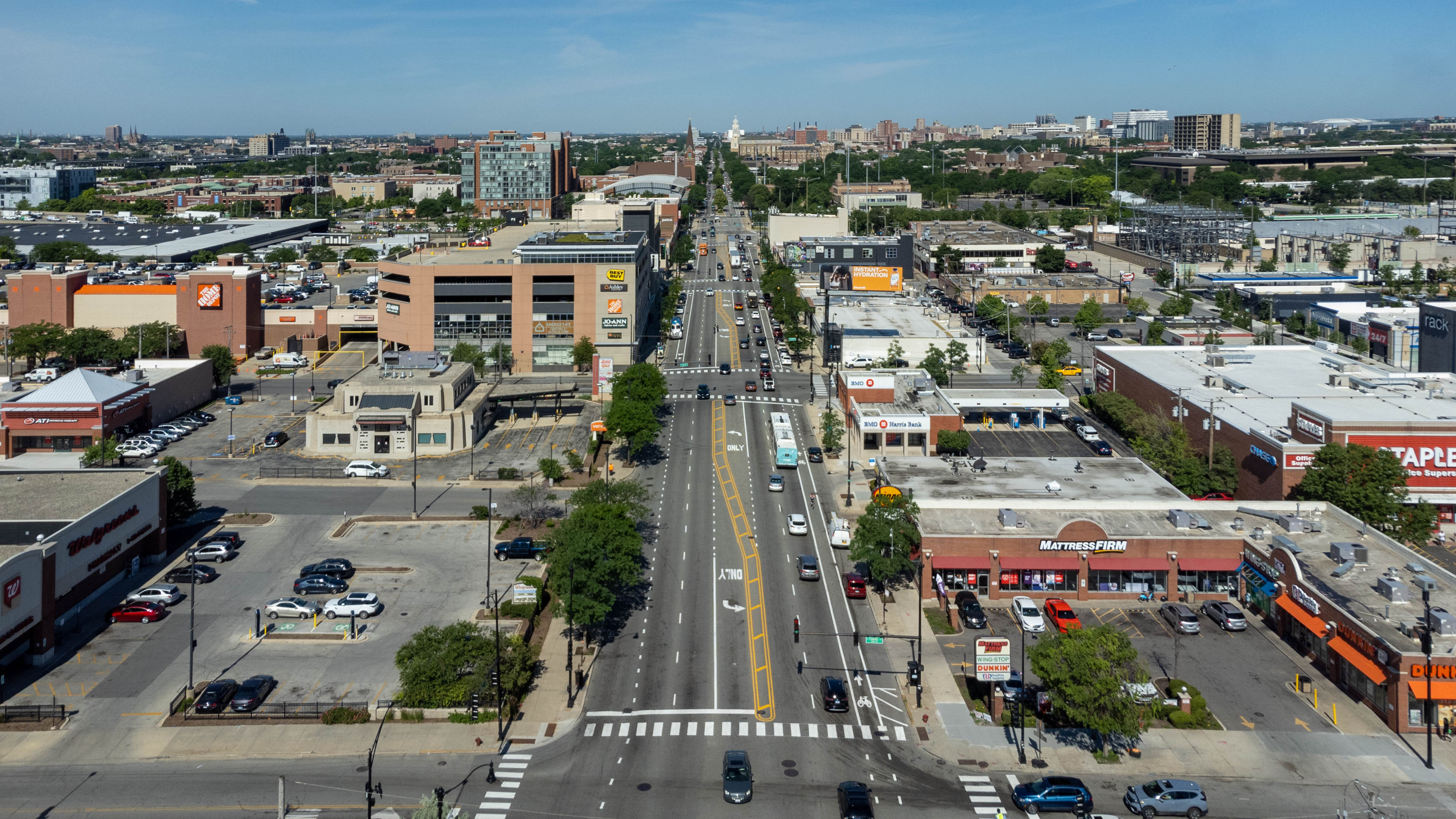
Roosevelt Road

Roosevelt Road, est une grande artère est-ouest qui relie la ville de Chicago à sa banlieue ouest.

## Situation et accès
Elle s'étend de Columbus Drive aux limites occidentales de la ville, puis traverse les banlieues ouest jusqu'à Geneva, où elle prend le nom de State Street. 

## Origine du nom
Elle rend honneur à Theodore Roosevelt (1858-1919), président des États-Unis de 1901 à 1909.

## Historique
Cette voie se nommait à l'origine la « 12th Street ».